# سایت اند ساوند
سایت اَند ساوند (انگلیسی: Sight & Sound) ماهنامه فیلم انگلیسی است که سال ۱۹۳۳ تأسیس شد و توسط بنیاد فیلم بریتانیا منتشر می‌شود. شهرت سایت‌اندساوند بیش‌تر به‌خاطر فهرست برترین فیلم‌های تاریخ سینماست که هر ده سال یک‌بار (از سال ۱۹۵۲) با رأی‌گیری از منتقدان و اخیراً کارگردانان سینمای سراسر دنیا منتشر می‌کند.

## نظرسنجی برای بهترین فیلم‌های تاریخ
"Sight & Sound" هر ده سال یکبار از سال ۱۹۵۲ نظرسنجی بین‌المللی برای ۱۰ فیلم برتر تاریخ برگزار می‌کند. تا سال ۱۹۹۲ آرای منتقدان و کارگردان‌ها در یک لیست جمع‌آوری می‌شد اما از سال ۱۹۹۲ به بعد کارگردان‌ها برای شرکت در یک نظرسنجی جداگانه دعوت شدند.
همشهری کین در پنج نظرسنجی متولی (۱۹۶۲–۲۰۰۲) جایگاه نخست را در لیست صد فیلم برتر کسب کرد.
برای نظرسنجی سال ۲۰۱۲ سایت اند ساوند به دهه‌ها انتقاد دربارهٔ عدم تنوع شرکت‌کنندگان در نظرسنجی گوش داد و تلاش زیادی کرد تا با در نظر گرفتن جنسیت، قومیت، طیف وسیع‌تری از منتقدان و فیلم‌سازان سراسر جهان را برای شرکت دعوت کند. فهرست منتقدان مورد نظرسنجی به‌طور قابل توجهی از ۱۴۵ به ۸۴۶ افزایش یافت. نظرسنجی کارگردانان نیز از ۱۰۸ به ۳۵۸ کارگردان افزایش یافت.
در سال ۲۰۲۲، تعداد منتقدان در نظرسنجی از ۸۴۶ به ۱۶۳۹ نفر افزایش یافت و ژان دیلمان به کارگردانی شانتال آکرمن در صدر فهرست قرار گرفت. همچنین تعداد فیلم‌های ساخته شده توسط فیلمسازان سیاهپوست از یک فیلم در سال ۲۰۱۲ به هفت فیلم در سال جاری و تعداد فیلم‌سازان زن از دو فیلم در سال ۲۰۱۲ به یازده افزایش یافته‌است.

## به انتخاب منتقدان

### ۱۹۵۲میلادی
1. دزد دوچرخه
2. روشنایی‌های شهر
3. جویندگان طلا
4. رزم‌ناو پوتمکین
5. تعصب (فیلم ۱۹۱۶)
6. داستان لویزیانا
7. طمع (فیلم)
8. روز برمی‌آید
9. مصائب ژاندارک
10. برخورد کوتاه
11. قاعده بازی
12. میلیون

### ۱۹۶۲میلادی
1. همشهری کین
2. ماجرا
3. قاعده بازی
4. طمع (فیلم)
5. اوگتسو
6. رزمناو پوتمکین
7. دزد دوچرخه
8. ایوان مخوف (فیلم)
9. زمین می‌لرزد
10. آتالانت

### ۱۹۷۲میلادی
1. همشهری کین
2. قاعده بازی
3. رزمناو پوتمکین
4. هشت و نیم
5. ماجرا
6. پرسونا
7. مصائب ژان دارک
8. ژنرال
9. امبرسون‌های باشکوه
10. اوگتسو
11. توت فرنگی‌های وحشی

### ۱۹۸۲میلادی
1. همشهری کین
2. قاعده بازی
3. هفت سامورایی
4. آواز در باران
5. هشت و نیم
6. رزمناو پوتمکین
7. ماجرا
8. امبرسون‌های باشکوه
9. سرگیجه
10. ژنرال
11. جویندگان

### ۱۹۹۲میلادی
1. همشهری کین
2. قاعده بازی
3. داستان توکیو
4. سرگیجه
5. جویندگان
6. آتالانت
7. مصائب ژان دارک
8. پاتر پانچالی
9. رزمناو پوتمکین
10. ۲۰۰۱: یک اُدیسه فضایی (فیلم)

### ۲۰۰۲میلادی
1. همشهری کین
2. سرگیجه
3. قاعده بازی
4. پدرخوانده (قسمت‌های اول و دوم)
5. داستان توکیو
6. ۲۰۰۱: یک اُدیسه فضایی
7. رزم ناو پوتمکین
8. طلوع: آواز دو انسان
9. هشت‌ونیم
10. آواز در باران

### ۲۰۱۲میلادی
1. سرگیجه (فیلم ۱۹۵۸)
2. همشهری کین
3. داستان توکیو
4. قاعده بازی
5. طلوع: آواز دو انسان
6. ۲۰۰۱: یک اُدیسه فضایی (فیلم)
7. جویندگان
8. مردی با دوربین فیلم‌برداری
9. مصائب ژاندارک
10. هشت‌ونیم

### ۲۰۲۲ میلادی
1. ژان دیلمان، شماره ۲۳ که‌دو کومرس، ۱۰۸۰ بروکسل
2. سرگیجه
3. همشهری کین
4. داستان توکیو
5. در حال و هوای عشق
6. ۲۰۰۱: یک اُدیسه فضایی (فیلم)
7. کار نیکو
8. جاده مالهالند
9. مردی با دوربین فیلمبرداری
10. آواز در باران

## به انتخاب کارگردانان

### ۱۹۹۲میلادی
1. همشهری کین
2. هشت‌ونیم
3. گاو خشمگین
4. جاده (فیلم ۱۹۵۴)
5. آتالانت
6. پدر خوانده
7. عصر جدید (فیلم ۱۹۳۶)
8. سرگیجه (فیلم ۱۹۵۸)
9. پدرخوانده: قسمت دوم
10. مصائب ژاندارک
11. راشومون
12. هفت سامورایی

### ۲۰۰۲ میلادی
1. همشهری کین
2. پدرخوانده و پدرخوانده ۲
3. هشت و نیم
4. لورنس عربستان
5. دکتر استرنج‌لاو
6. دزد دوچرخه
7. گاو خشمگین
8. سرگیجه
9. راشومون
10. قاعده بازی
11. هفت سامورایی

### ۲۰۱۲ میلادی
1. داستان توکیو - یاسوجیرو اوزو
2. ۲۰۰۱: ادیسه فضایی - استنلی کوبریک
3. همشهری کین - اورسون ولز
4. هشت و نیم - فدریکو فلینی
5. راننده تاکسی - مارتین اسکورسیزی
6. اینک آخر الزمان - فرانسیس فورد کاپولا
7. پدرخوانده - فرانسیس فورد کاپولا
8. سرگیجه - آلفرد هیچکاک
9. آینه - آندری تارکوفسکی
10. دزد دوچرخه - ویتوریو دسیکا

### ۲۰۲۲ میلادی
- ۱- ۲۰۰۱: یک اُدیسه فضایی (فیلم)
- همشهری کین
- پدرخوانده
- داستان توکیو
- ژان دیلمان، شماره ۲۳ که‌دو کومرس، ۱۰۸۰ بروکسل
- سرگیجه
- هشت و نیم
- آینه
- پرسونا
- در حال و هوای عشق
- کلوزآپ

## بهترین کارگردان‌های تاریخ سینما
در سال ۲۰۰۲ سایت اند ساوند برای اولین بار برای انتخاب بهترین کارگردان‌های تاریخ سینما از منتفدان و کارگردان‌ها نظر سنجی کرد.

### انتخاب منتقدان
1. اورسن ولز
2. ژان لوک گدار
3. ژان رنوار
4. استنلی کوبریک
5. آکیرا کوروساوا
6. فدریکو فلینی
7. جان فورد
8. سرگئی آیزنشتاین
9. فرانسیس فورد کاپولا
10. یاسوجیرو اوزو

### انتخاب کارگردان‌ها
1. .اورسن ولز
2. فدریکو فلینی
3. آکیرا کوروساوا
4. فرانسیس فورد کاپولا
5. آلفرد هیچکاک
6. استنلی کوبریک
7. بیلی وایلدر
8. اینگمار برگمان
9. دیوید لین
10. ژان رنوار
11. مارتین اسکورسیزی

## برترین مستندهای تاریخ
1. مردی با دوربین فیلم‌برداری
2. شوآ (فیلم)
3. بی‌آفتاب
4. شب و مه
5. خط آبی باریک
6. کرونیکل یک تابستان
7. نانوک شمالی
8. من و خوشه چینان
9. به عقب نگاه نکن
10. گری گاردنز